# St. Michael (Reisbach)

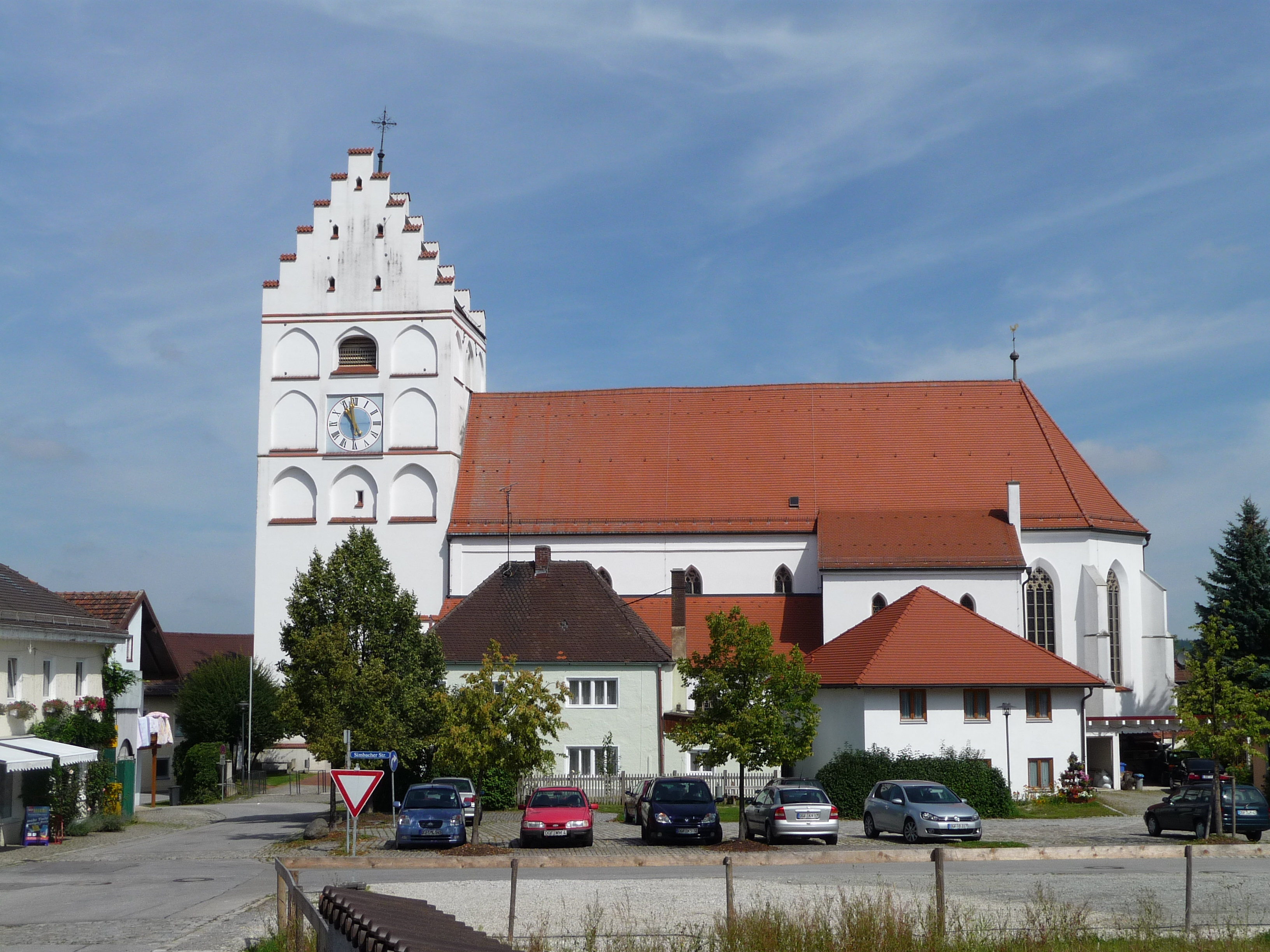
Pfarrkirche Reisbach

Die römisch-katholische Pfarrkirche St. Michael ist eine gotische Basilika in Reisbach im niederbayerischen Landkreis Dingolfing-Landau. Sie gehört zur Pfarrei St. Michael in Reisbach im Dekanat Frontenhausen-Pilsting des Bistums Regensburg.

## Geschichte
Die Anfänge der ursprünglich zu einer Pfalz der Agilolfinger, dann zum Kloster Wessobrunn gehörigen Kirche reichen bis ins 8. Jahrhundert zurück. Der älteste Teil der heutigen Anlage ist der romanische, zumindest in seinen unteren Teilen vom 1125 geweihten Vorgängerbau übernommene Turm. Das Langhaus wurde gegen Ende des 14./Anfang des 15. Jahrhunderts erbaut, der Neubau von Chor und Sakristei sowie die Einwölbung des Mittelschiffs wurden in der zweiten Hälfte des 15. Jahrhunderts vorgenommen; die Jahreszahl 1496 an der Ostseite des Chorbogens ist vermutlich das Datum der Vollendung.

## Architektur

### Äußeres
Mittelschiff und Chor sind mit einem einheitlichen Satteldach gedeckt, die Pultdächer der Seitenschiffe setzen hoch an. Gestufte, im Mittel- oder Oberteil übereck gestellte Strebepfeiler sind an Chor und den Seitenschiffen angebracht. Der dem Mittelschiff in voller Breite vorgelagerte Turm ist sechsgeschossig, mit Satteldach und Treppengiebeln gedeckt. Die oberen drei Geschosse werden durch gedrückte Spitzbogenblenden gegliedert. Das kreuzgewölbte Erdgeschoss ist in doppelt gefasten Spitzbogen als Eingangsvorhalle geöffnet. Auf der Nordseite befindet sich ein Kirchhofpodest mit Freitreppe und Maßwerkgeländer über einer Futtermauer aus dem Jahr 1868.

### Inneres

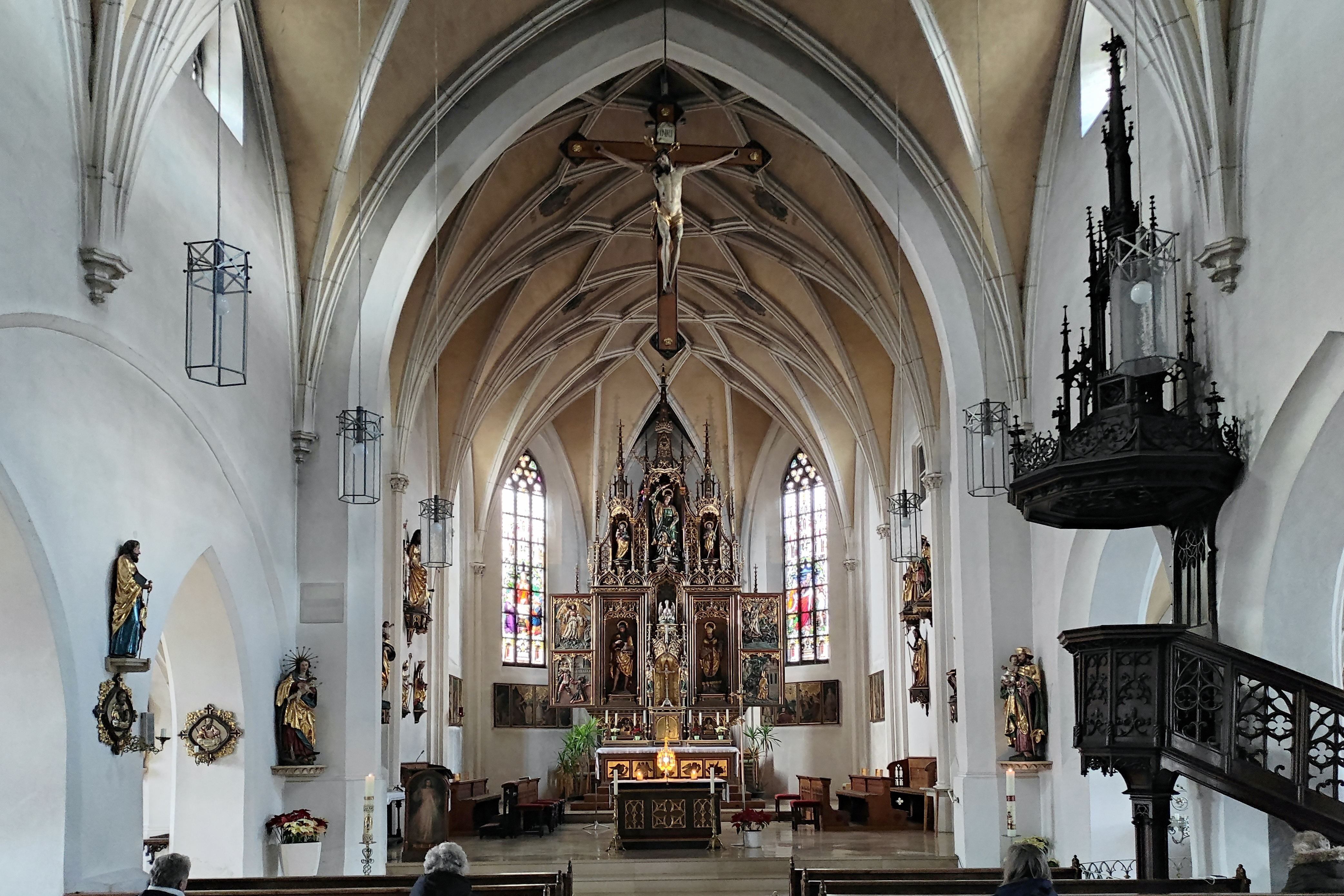
Innenraum

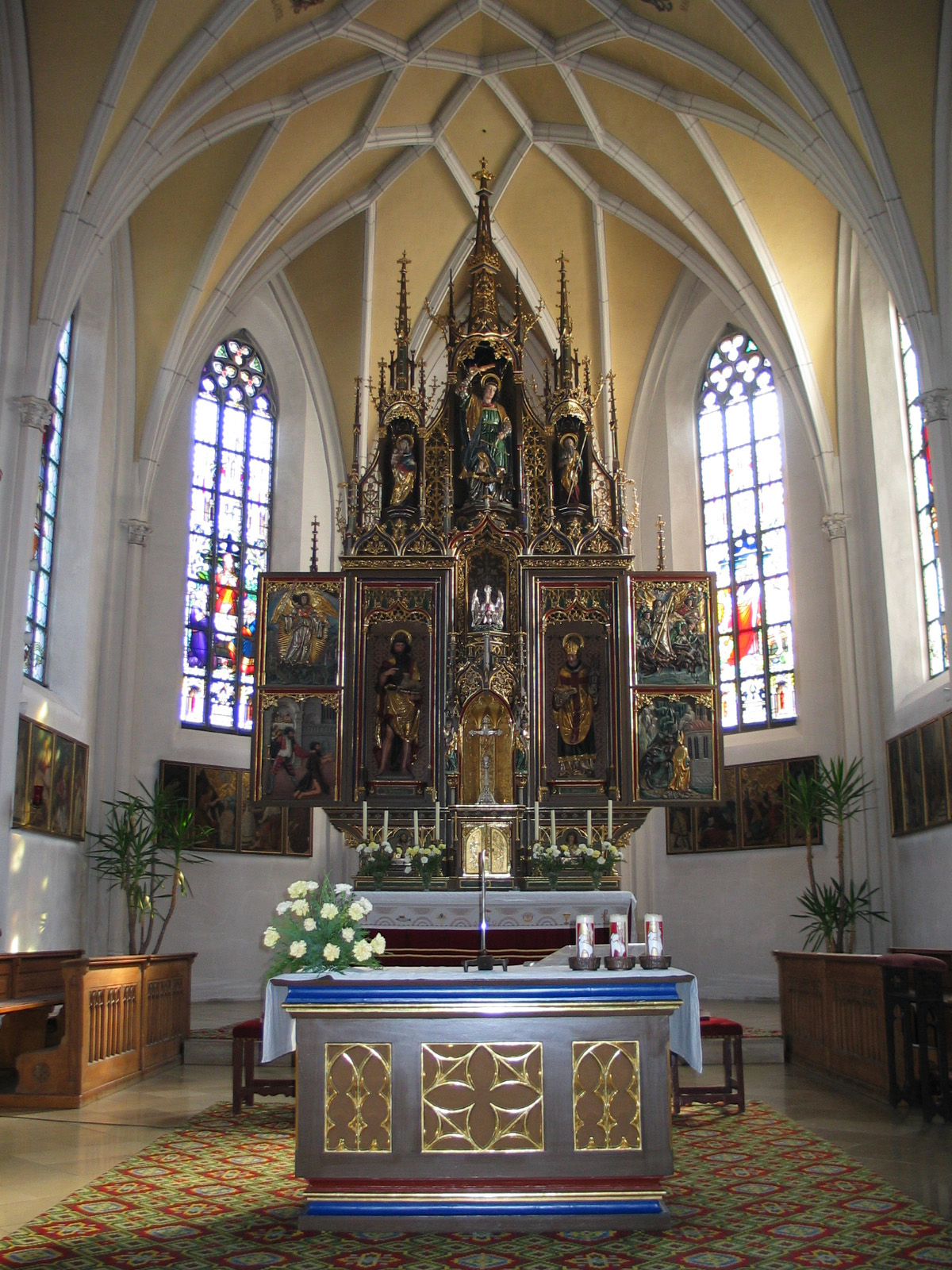
Hochaltar

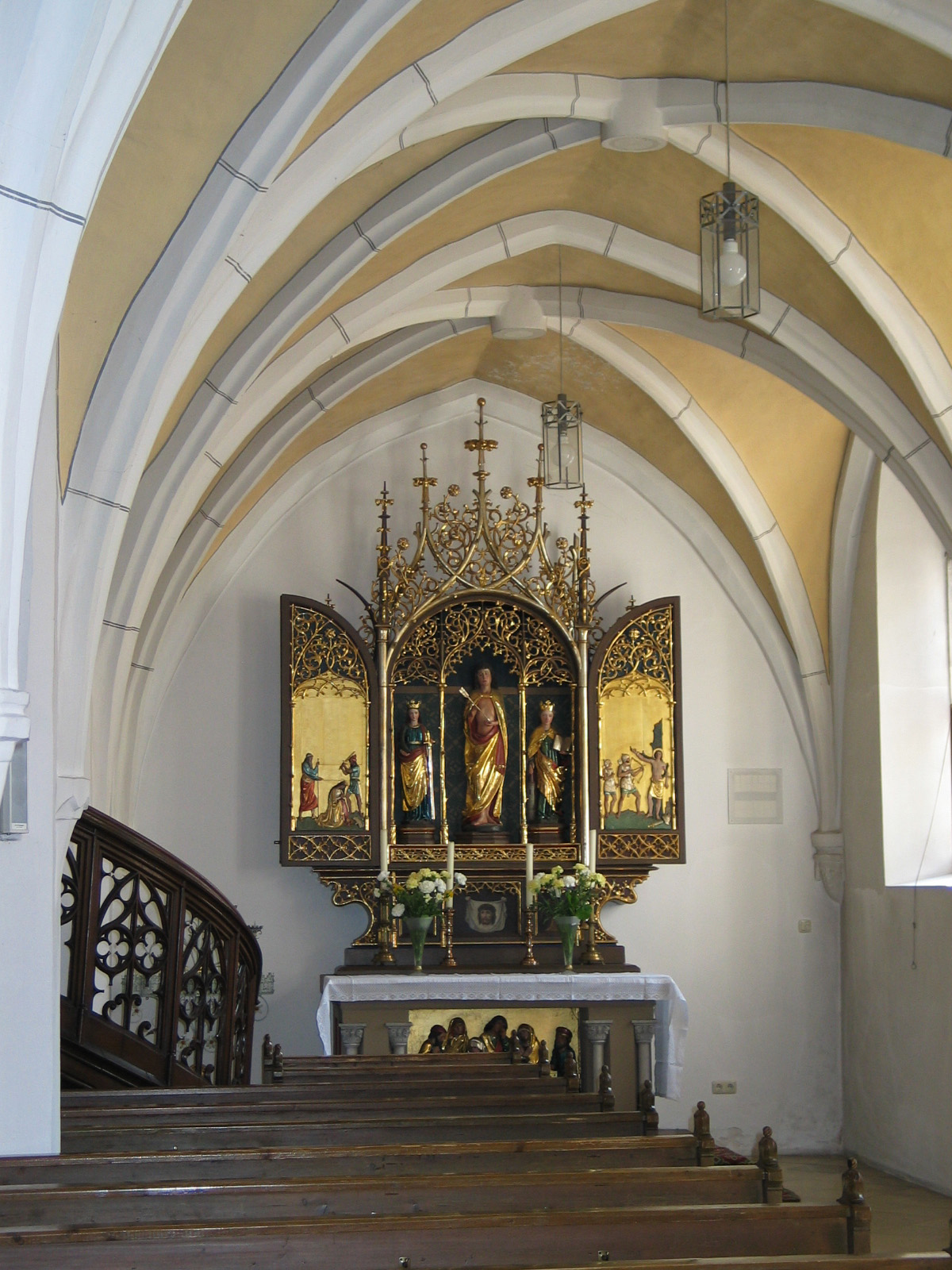
Südlicher Seitenaltar

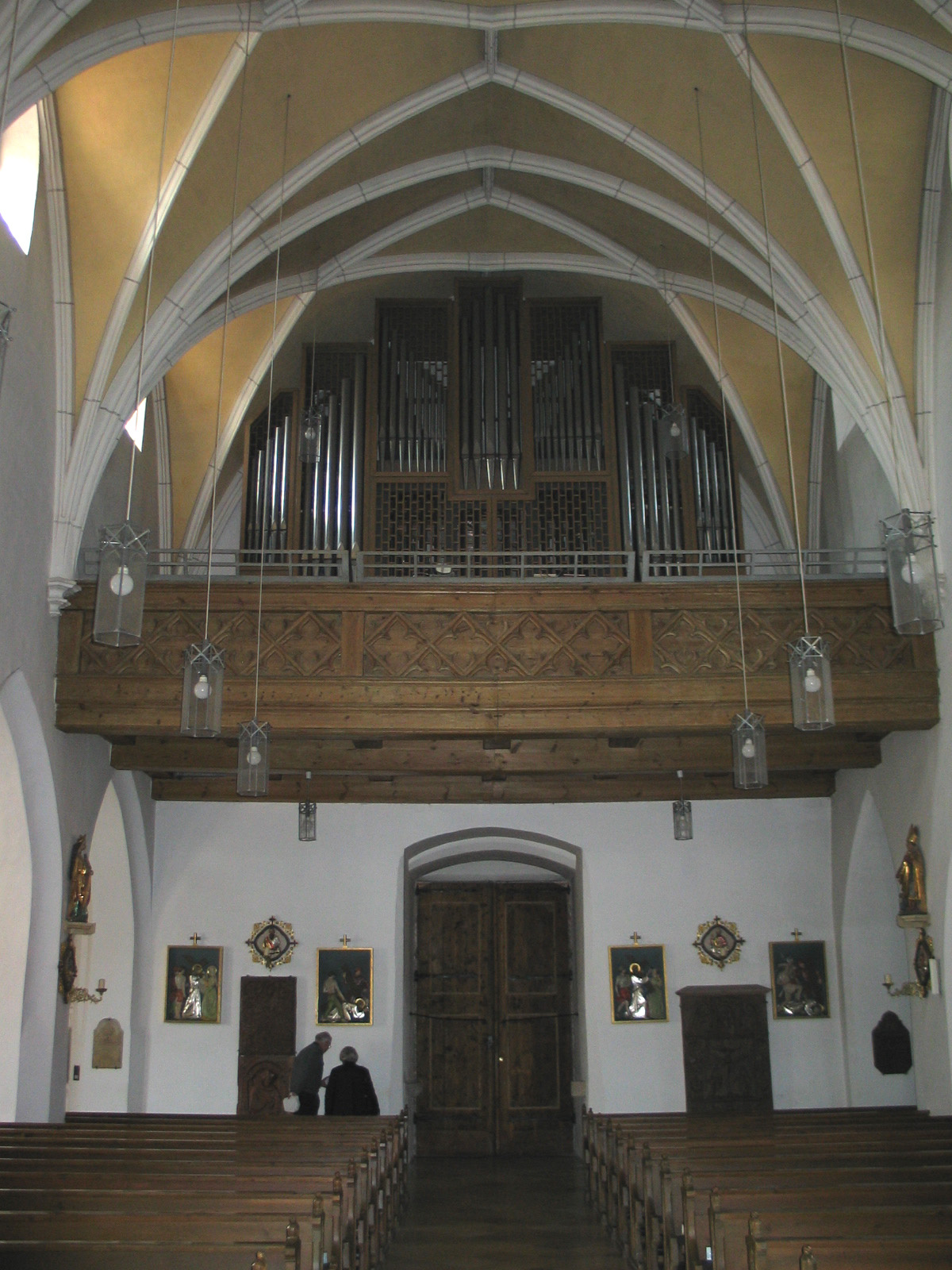
Blick zur Orgel

Das Bauwerk ist eine dreischiffige Pfeilerbasilika mit vier Gewölbefeldern im Mittelschiff und fünf auf die eng gestellten Scheidbogenarkaden bezogenen Jochen in den niedrigen Seitenschiffen. Der dreijochige, in drei Achteckseiten geschlossene Chor ist durch den spitzen Chorbogen mit profiliertem Fuß und geschrägten Kanten abgesetzt. 
Die gedrungenen Binnenpfeiler sind unterschiedlich in Stärke und Profilierung; die südliche Arkade ist mit größerer Scheitelhöhe gebildet. Im Mittelschiff sind Netzrippengewölbe mit Schildrippen auf halbierten Achteckkonsolen und kurzen Halbkreisstelzen eingezogen. Die Seitenschiffe sind mit tief angesetztem Kreuzrippengewölbe auf Spitzkonsolen gedeckt, die Schildbögen in die Konsolen einlaufend. Hohe runde Schlusssteine bilden den Gewölbeschluss.
Im Chor sind halbierte Achteckdienste mit Laubwerkkapitellen vor gekehlten Schildbogenstellungen angebracht. Die komplex figurierten Sternrippengewölbe (wie die fast identischen Figurationen in den Pfarrkirchen von Frontenhausen und Vilsbiburg) ruhen auf kurzen Halbkreisstelzen. Dreibahnige Spitzbogenfenster mit erneuertem Maßwerk erhellen die Seitenschiffe und den Chor. Die kurzen Obergadenfenster wurden erst 1863 eingebrochen, die ehemals tiefer liegenden Fenster wurden bei der Einwölbung des Mittelschiffs vermauert. Die Sakristei ist südlich am Chor angebaut und schließt mit einem Sternrippengewölbe auf Konsolen. Auf der Gegenseite befindet sich die Taufkapelle vom Anfang des 16. Jahrhunderts. Das Sternrippengewölbe ist hier mit Ansätzen gewundener Reihung gebildet.

## Ausstattung

### Altäre
In den neugotischen Altarschreinen nach Entwürfen von Paul Weiß aus Landshut sind überwiegend alte Schnitzwerke aufgestellt, jedoch teils überarbeitet und überfasst.
Der Hochaltar ist mit lebensgroßen Holzfiguren Johannes des Täufers und des heiligen Wolfgang versehen, darüber ist Erzengel Michael, seitlich die Heiligen Anna selbdritt und Joachim dargestellt. Auf den Flügeln sind vier Relieftafeln mit Darstellungen des heiligen Michael, der Enthauptung Johannes des Täufers, des Engelssturzes und einer Szene der Wolfgangslegende angeordnet. Die Schnitzwerke, insbesondere die detaillierten Flügelreliefs sind beachtenswerte Arbeiten der Landshuter Schule um 1520/30 und werden dem Meister des Reisbacher Figuren zugeschrieben. Die Umsetzung druckgraphischer Bildvorlagen veranschaulichen die dem Holzschnitt aus Albrecht Dürers Apokalypse (1498) entlehnten Engelssturz-Reliefs.
Im nördlichen Seitenaltar befindet sich eine hölzerne Skulpturengruppe der Krönung Mariens aus der Zeit um 1500. Die Marienfigur und die Assistenzengel wurden erneuert. Auf dem südlichen Seitenaltar stehen Holzfiguren des heiligen Sebastian, um 1500, sowie der Heiligen Barbara und Katharina aus dem frühen 16. Jahrhundert, beide wurden überarbeitet. Vor der Predella befindet sich ein Flachrelief der heiligen Thekla aus der Mitte des 18. Jahrhunderts.

### Gemälde
Im Chor findet sich ein seltener Zyklus von 16 Tafelbildern in der Art der Donauschule aus der Zeit um 1520. Ursprünglich waren dies die acht Tafeln des Altars in Ruhstorf, die 1958/59 restauriert wurden. Dargestellt sind, beginnend von Nordosten: der heilige Dionysius, Martyrium eines Heiligen, hl. Stephanus als Almosenspender, hl. Erasmus, hl. Martin, Taufe Christi, Enthauptung Johannes des Täufers, hl. Ägidius, hl. Achatius, Vergiftung Johannes des Evangelisten, Johannes auf Patmos, hl. Leonhard, hl. Wolfgang, Verurteilung des hl. Stephanus, Martyrium des hl. Laurentius, hl. Nikolaus.

### Figuren
Die Schnitzfiguren an der Nord- und Südwand des Chores stellen dar: hl. Maximilian, Anfang 16. Jahrhundert, ein Salvator mundi aus der ersten Hälfte des 16. Jahrhunderts, überfasst, hl. Florian aus der Zeit um 1480, heiliger Sigismund, gekrönt mit Szepter und Reichsapfel (auch als Kaiser Heinrich und Karl der Große gedeutet), eine Sitzfigur des hl. Antonius, Anfang 16. Jahrhundert, und eine hl. Anna selbdritt, 2. Hälfte 15. Jahrhundert. Zwei Reliefs zeigen die Grablegung Christi und den Marientod aus der 2. Hälfte des 15. Jahrhunderts bzw. dem Anfang des 16. Jahrhunderts.

### Grabdenkmale
Die Grabdenkmale innen an der Westwand sind sämtlich in Rotmarmor gearbeitet, darunter ein abgenutzter Grabstein für Georg Fragner († 1524) mit Brustbild des Verstorbenen in Renaissance-Ädikula, vermutlich aus der Werkstatt Stephan Rottalers. Auf dem Epitaph des Joachim Gaißhover von Biberkar († 1622) ist in Pilasterrahmung der Gekreuzigte zwischen Maria und Johannes als Relief dargestellt, darüber St. Michael. Eine gravierte Platte für Johannes Pehaim († 1426) ist mit ganzfiguriger Reliefdarstellung des Verstorbenen und Umschrift in gotischen Minuskeln versehen.

### Orgel
Die Orgel ist ein Werk von Ludwig Eisenbarth aus dem Jahr 1967 mit 30 Registern auf zwei Manualen und Pedal.